# مکس هورزلر
مکس هورزلر (انگلیسی: Max Hürzeler؛ زادهٔ ۴ ژوئیهٔ ۱۹۵۴) دوچرخه‌سوار اهل سوئیس است.
وی در مسابقات کشوری و بین‌المللی در مجموع برندهٔ ۱ مدال طلا، ۱ مدال نقره، ۱ مدال برنز شده‌است.